# Мансел (остров)
Мансел (англ. Mansel Island) — остров Канадского Арктического архипелага. В настоящее время остров необитаем (2012).

## География

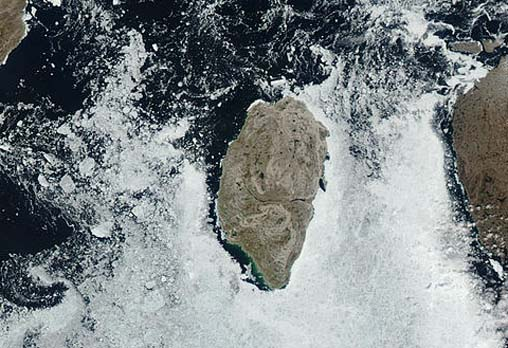
Остров Мансел. Аэрокосмический снимок NASA.

Расположен в северо-восточной части Гудзонова залива, в 58 км к западу от северо-западного побережья полуострова Унгава. Ближайшие соседи: остров Котс (115 км к западу), Саутгемптон (150 км на северо-запад) и Ноттингем (120 км на северо-восток). Длина острова равна 112 км, ширина — 48 км. Площадь острова составляет 3 180 км², он занимает 159-е место по площади в мире и 28-е в Канаде. Длина береговой линии 298 км. Хотя остров находится близ северо-западного побережья провинции Квебек, административно он относится к региону Кикиктани провинции Нунавут.
Поверхность острова сложена известняком и имеет равнинный характер, высота колеблется от 40 до 80 метров над уровнем моря, максимальная высота равна 100 метрам. На острове имеется несколько озёр, крупнейшее из которых — Даггер (длиной около 7 км).

## История
Открыт в 1613 году Томасом Баттоном во время экспедиции по поиску Северо-Западного прохода, он же назвал остров в честь вице-адмирала Роберта Мансела (1573—1653).